# インペリアル・フェーズ
インペリアル・フェーズ（Imperial phase、直訳は「帝国の段階」）は、音楽アーティストが商業的かつ創造的なピークに同時にいると見なされる期間のこと。このフレーズは、ペット・ショップ・ボーイズのニール・テナントが「ドミノ・ダンシング」（1988年）頃の自分たちのキャリアに対するグループ感情を説明するために作られたものである。

## 使用方法
「インペリアル・フェーズ」は、ポップ・ミュージックの評論家やファンたちによって、アーティストの創造的な作品に適用されてきた。その元の使用法は、インペリアル・フェーズが一人の芸術家にとって一度限りの発生となることを暗示していたが、芸術家は複数のインペリアル・フェーズを持つと言及されてきた。この用語は、映画スタジオなどの非音楽的存在にも適用される場合がある。
評論家のトム・ユーイングは、アーティストのインペリアル・フェーズを定義するための3つの基準となる「統率、許可、自己定義 (command、permission、self-definition)」について解説した。彼は「統率」について、永続的な変化を生み出す方法によってメディアの境界を押し広げるアーティストの能力と定義した。「許可」とは、アーティストの作品に対する公衆からの好意と関心である。最後に「自己定義」とは、インペリアル・フェーズがアーティストの残りのキャリアを定義するという概念である。アーティストのその後の作品は、インペリアル・フェーズの作品と比較されることになる。

## 例
- レッド・ツェッペリン (1970年代初頭)
- フリートウッド・マック (1970年代後半)
- マイケル・ジャクソン (1980年代)
- マドンナ (1980年代および1990年代後半/2000年代初頭)
- オアシス (1990年代半ば)
- ピンク・フロイド (1973年-1979年)[8]
- ビヨンセ (2010年代)
- テイラー・スウィフト (2010年代と2020年代)

## 参照
- 時代精神